# Metapogonia elgonensis
Metapogonia elgonensis är en skalbaggsart som beskrevs av Louis Burgeon 1945. Metapogonia elgonensis ingår i släktet Metapogonia och familjen Melolonthidae. Inga underarter finns listade i Catalogue of Life.